# Ken Williams
Ken Williams (nacido en octubre de 1954) es un programador de videojuegos de Estados Unidos y cofundador con su esposa Roberta Williams de On-Line Systems, posteriormente Sierra On-Line. Roberta y Ken se casaron a la edad de 19 años y tienen dos hijos. Han liderado  el desarrollo de videojuegos de aventura gráfica. Su contribución a los videojuegos se narra en el libro Hackers: Heroes of the Computer Revolution. Ken fue el presidente de Sierra hasta que la compañía fue vendida a CUC en 1996. Actualmente se llama Sierra Entertainment.
Ken y Roberta se retiraron en 2006. Sus proyectos actuales se limitan a escribir y administrar un sitio web en construcción llamado TalkSpot. Publicó un libro llamado Crossing an Ocean under Power en el cual se narra sus aventuras a través del Atlántico en su yate de 62 pies.
En una entrevista del 2006 con Adventure Classic Gaming, Ken admitió que los dos individuos que más han influido en su carrera como programador de videojuegos fueron Bill Gates y Walt Disney. Sus compañías fueron sus modelos a seguir e hizo todo los posible para entender cómo pensaban, y cómo dirigían sus negocios.
Los rasgos personales distintivos de Ken son su bigote y su pelo. Su aspecto ha inspirado a los diseñadores de videojuegos de Sierra para hacer algunos sprites, homenajeando a Ken en apariciones de tipo cameo en algunos videojuegos. Entre sus encarnaciones se encuentran: el jefe Keneewauwau de la isla Nontoonyt, el contador de chistes que aparece en Leisure Suit Larry y el jinete de "scumsoft" en Space Quest III.